# Amstelpark
L'Amstelpark è un parco pubblico della periferia di Amsterdam, situato nel sobborgo di Buitenveldert (Amsterdam-Zuid) ed inaugurato nel 1972.
Con una media di circa 800.000 visitatori l'anno, è uno dei parchi più popolari della città

## Descrizione
Il parco è ubicato lungo il corso del fiume Amstel (da cui il nome), tra l'Europaboulevard, De Borcht e la A10 Ringweg-Zuid: si trova quindi non lontano dall'Amsterdam RAI e dal Museo della Resistenza . Una delle entrate principali è posta al nr. 4 dell'Europaboulevard.
Nel parco trovano posto, tra l'altro uno zoo, un ristorante, un mingolf, ecc. oltre a varie sculture; vi vengono inoltre allestite mostre d'arte e hanno luogo giochi per i bambini.
All'interno del parco crescono varie specie di piante e fiori, tra cui rose e rododendri Nel parco vivono anche varie specie animali, quali anatre, folaghe, ecc.
In determinati mesi dell'anno, segnatamente da aprile ad ottobre, il parco è anche visitabile a bordo di un trenino.

## Storia
Il parco venne aperto nel 1972 in occasione della Floriade.
Al termine della manifestazione, fu trasformato in un parco pubblico.

## Punti d'interesse

### Belgische Kloostertuin
Si tratta di un giardino creato in occasione della Floriade. Il giardino è costituito da bossi dalla forma cilindrica.

### Mulino Rieker
All'interno del parco, si può anche ammirare un mulino a vento, il mulino Rieker (Riekermolen), risalente al 1636.

### Monumento a Rembrandt
Dietro al mulino Rieker si trova una piccola statua in bronzo raffigurante il pittore Rembrandt van Rijn, che amava frequentare e ritrarre nei suoi dipinti queste zone.

### Altre opere d'arte (lista parziale)
Nel parco trovano inoltre posto le seguenti opere d'arte
- Blocchi di granito di Jan Möller
- "Cabane" di Pjotr Müller
- "Parco giochi del figlio" di Mirjam Woltman
- "Suite 2" di Henk Oddens
- "Testa di donna" di Marie José Muré

## Galleria d'immagini

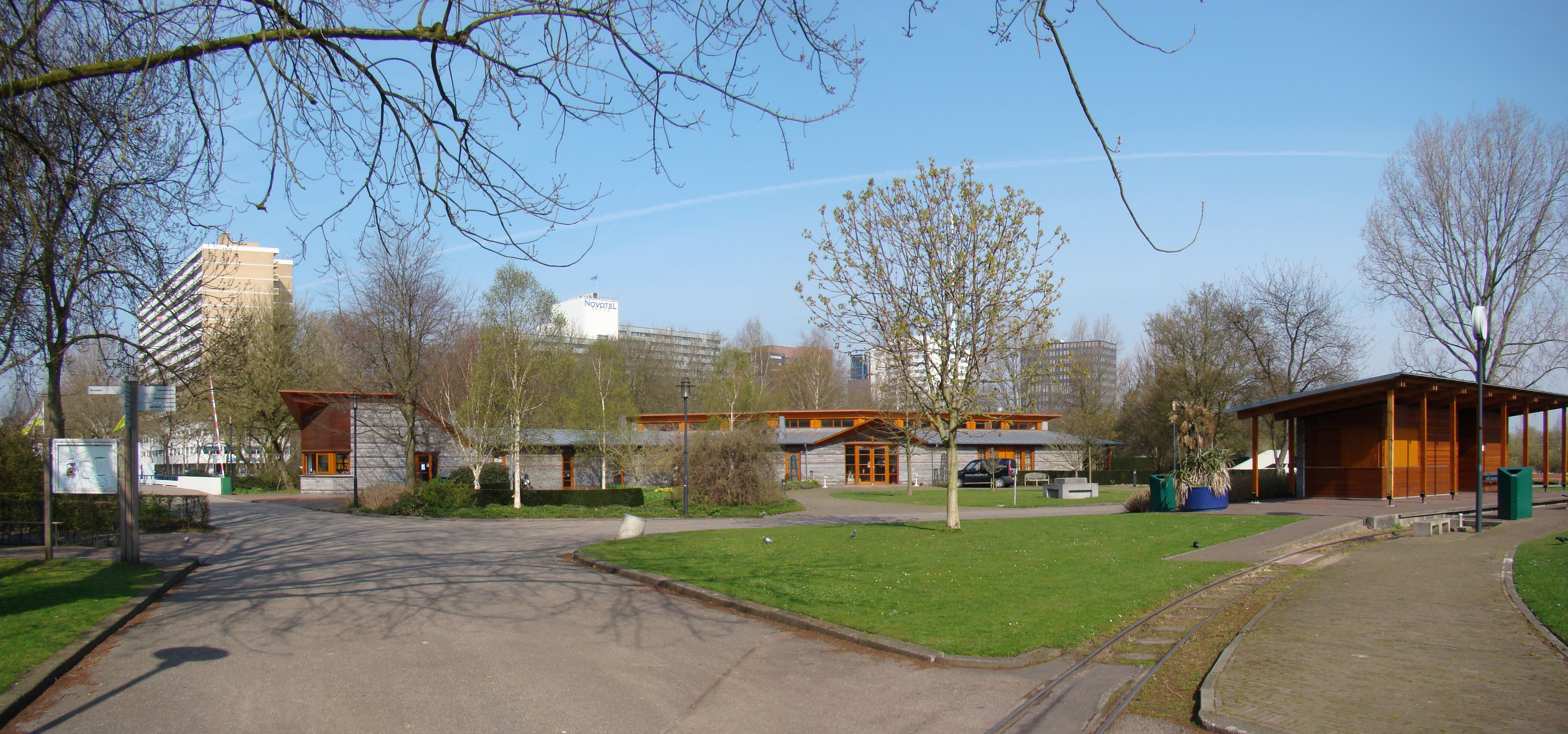
Veduta panoramica dell'Amstelpark
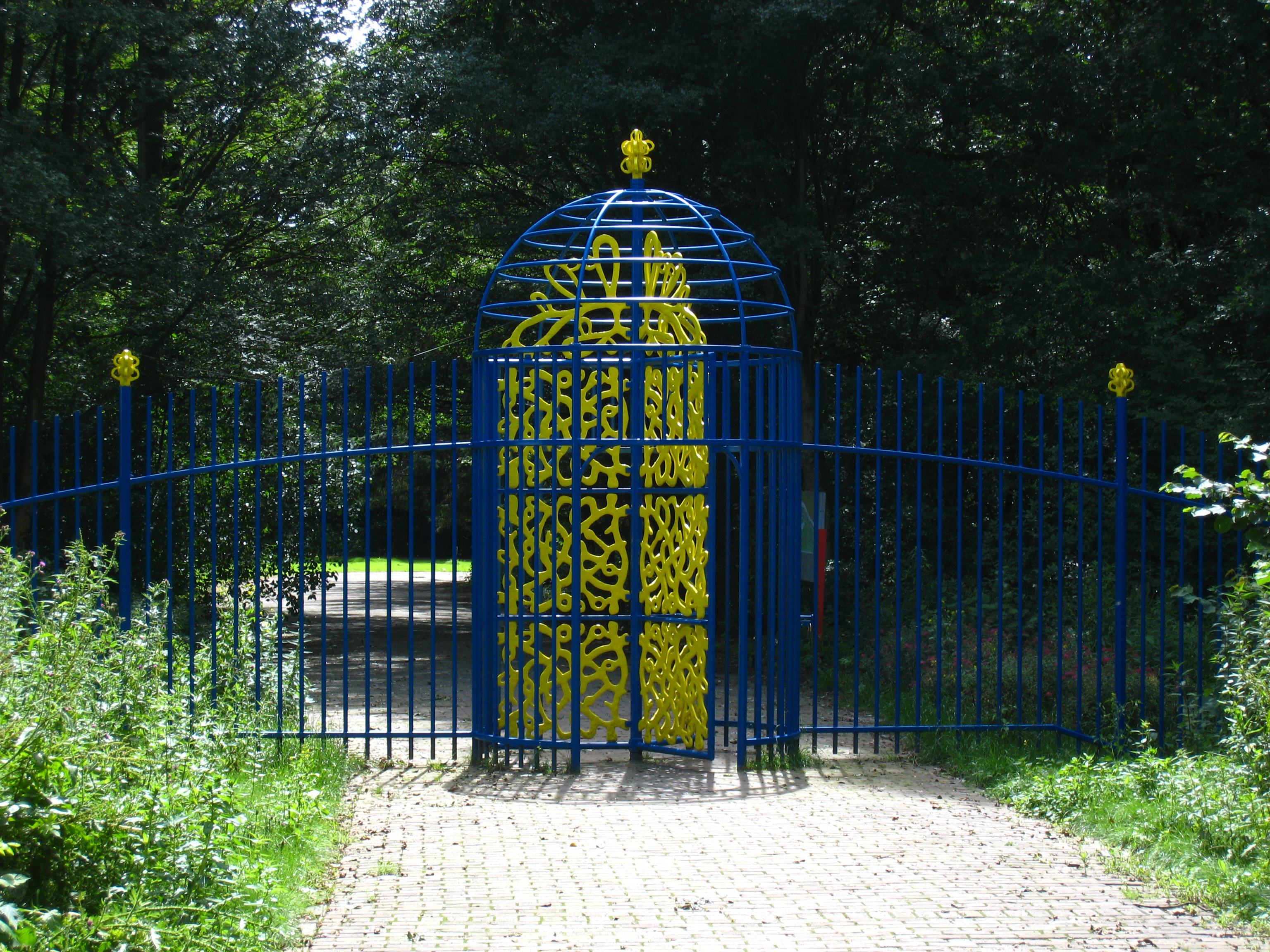
Una delle entrate del parco
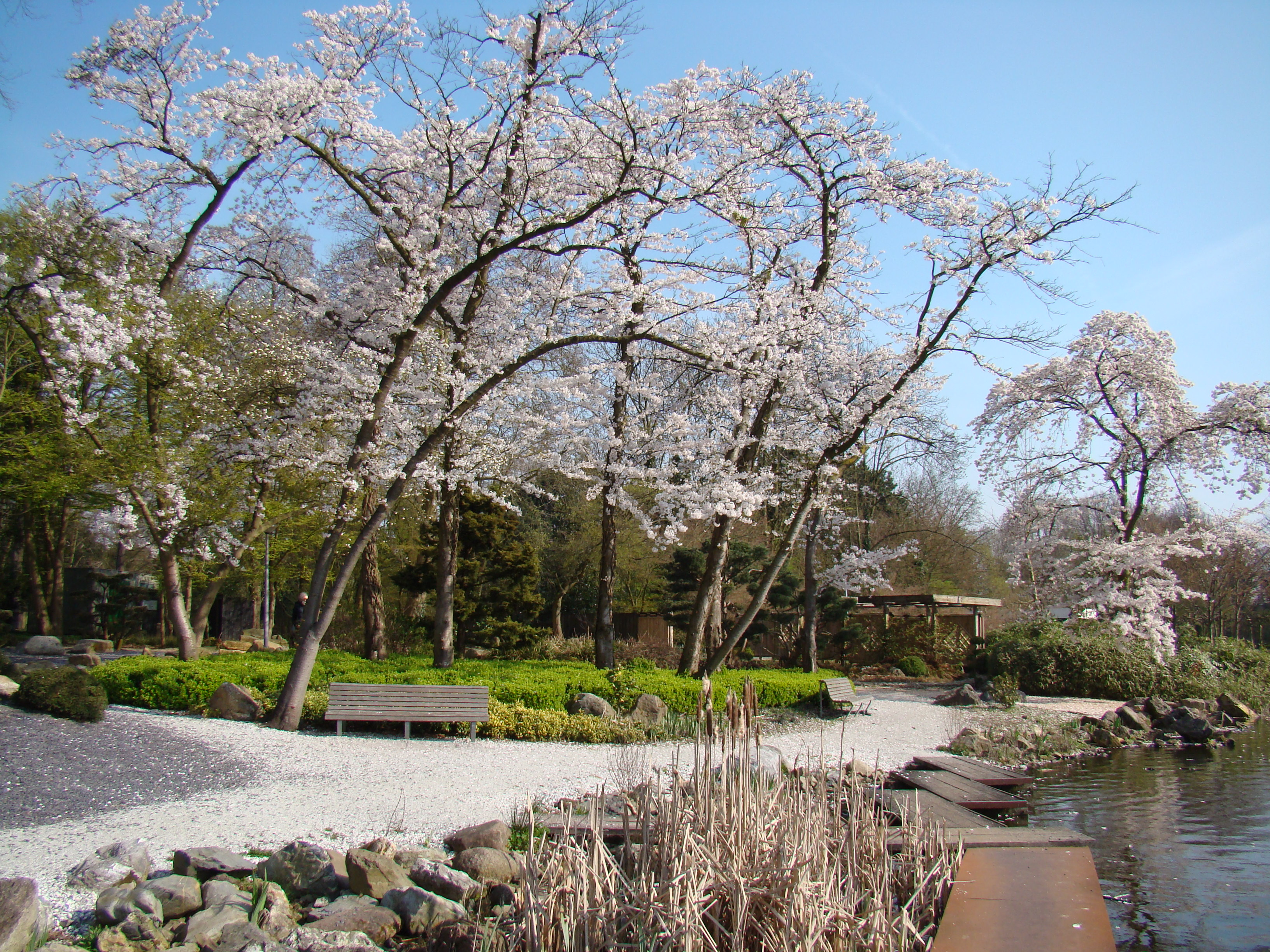
Piante del parco in primavera
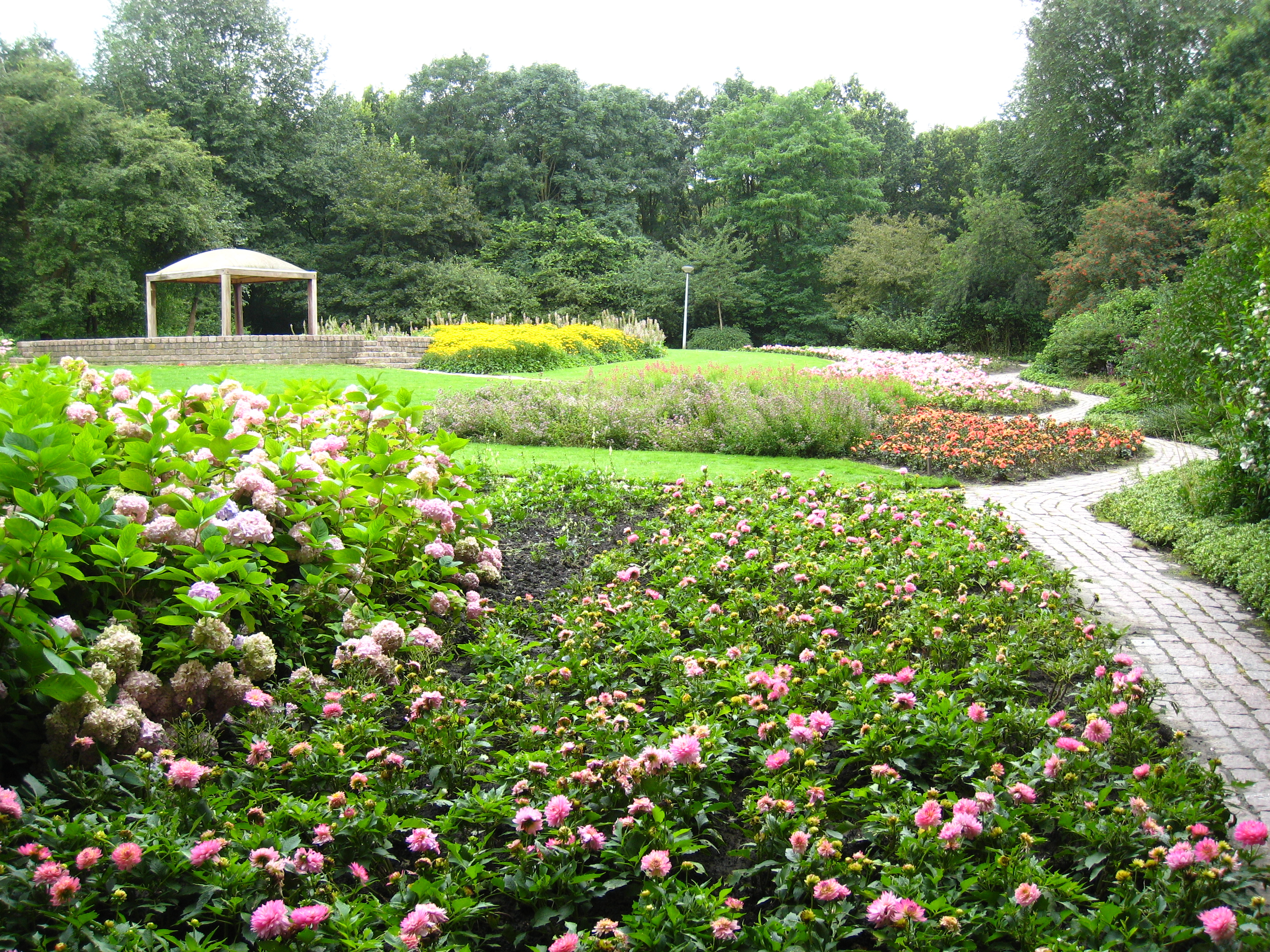
Roseto nell'Amstelpark
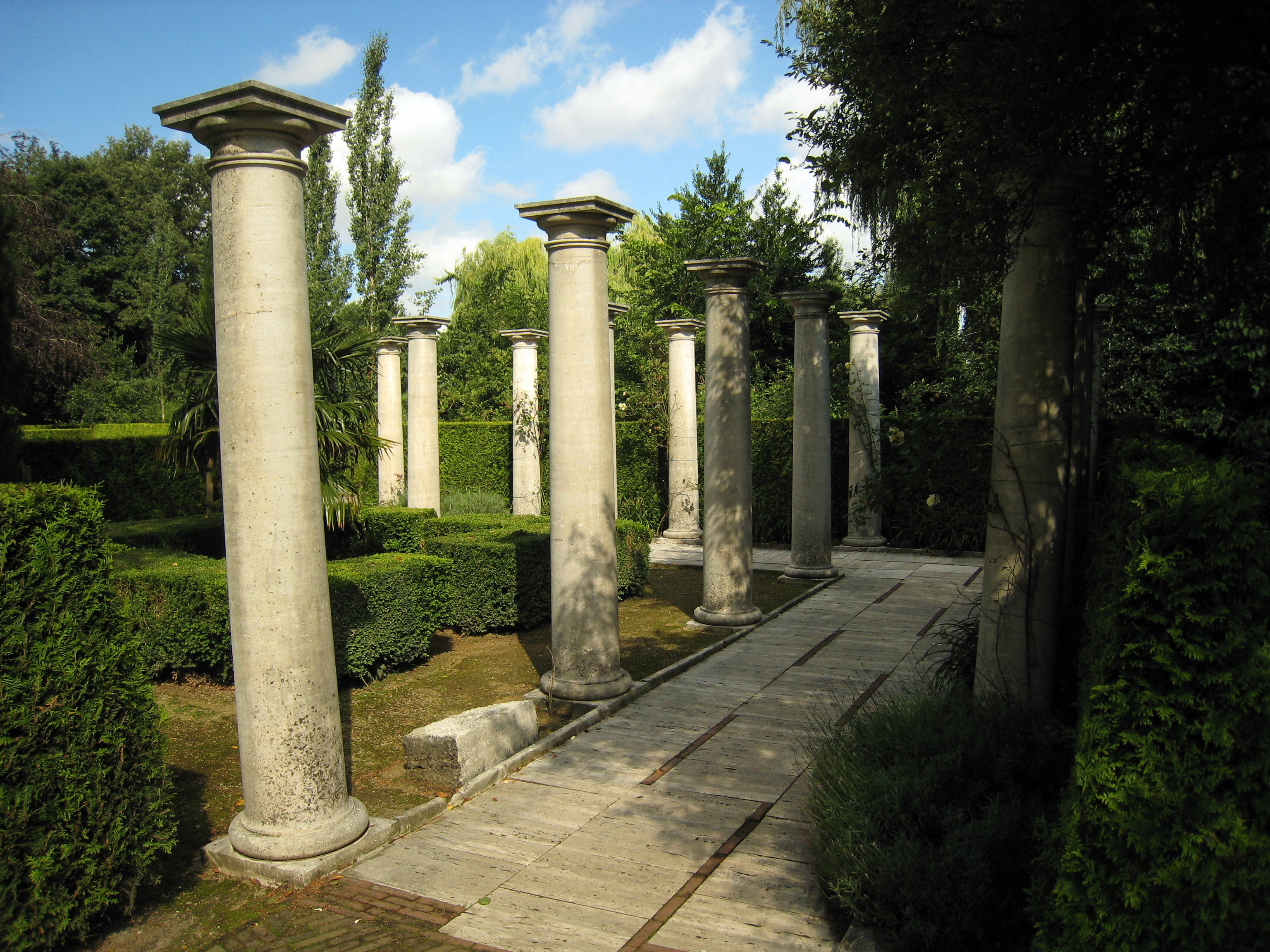
Colonne greche nel parco
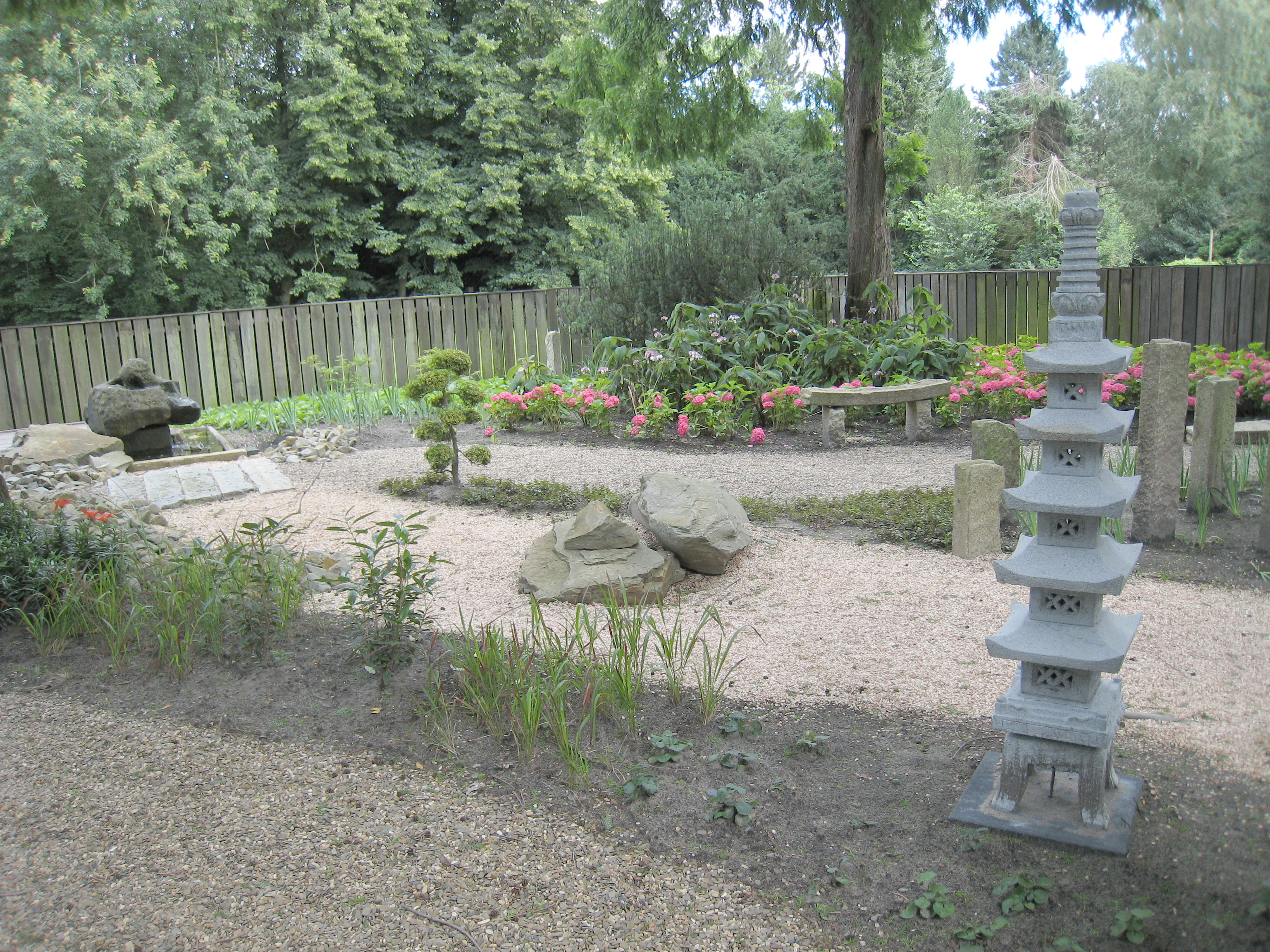
Il giardino giapponese
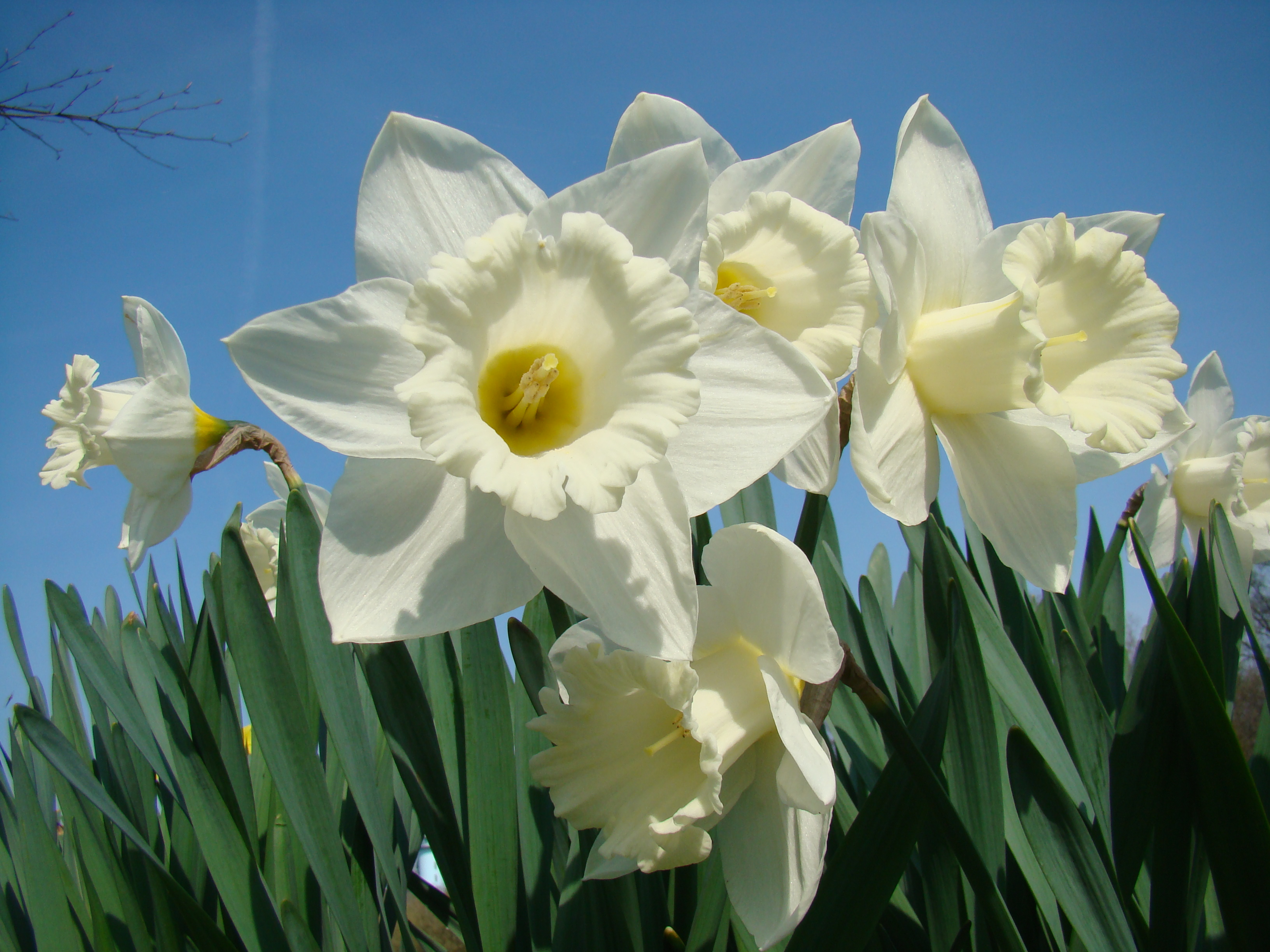
Fiori nell'Amstelpark
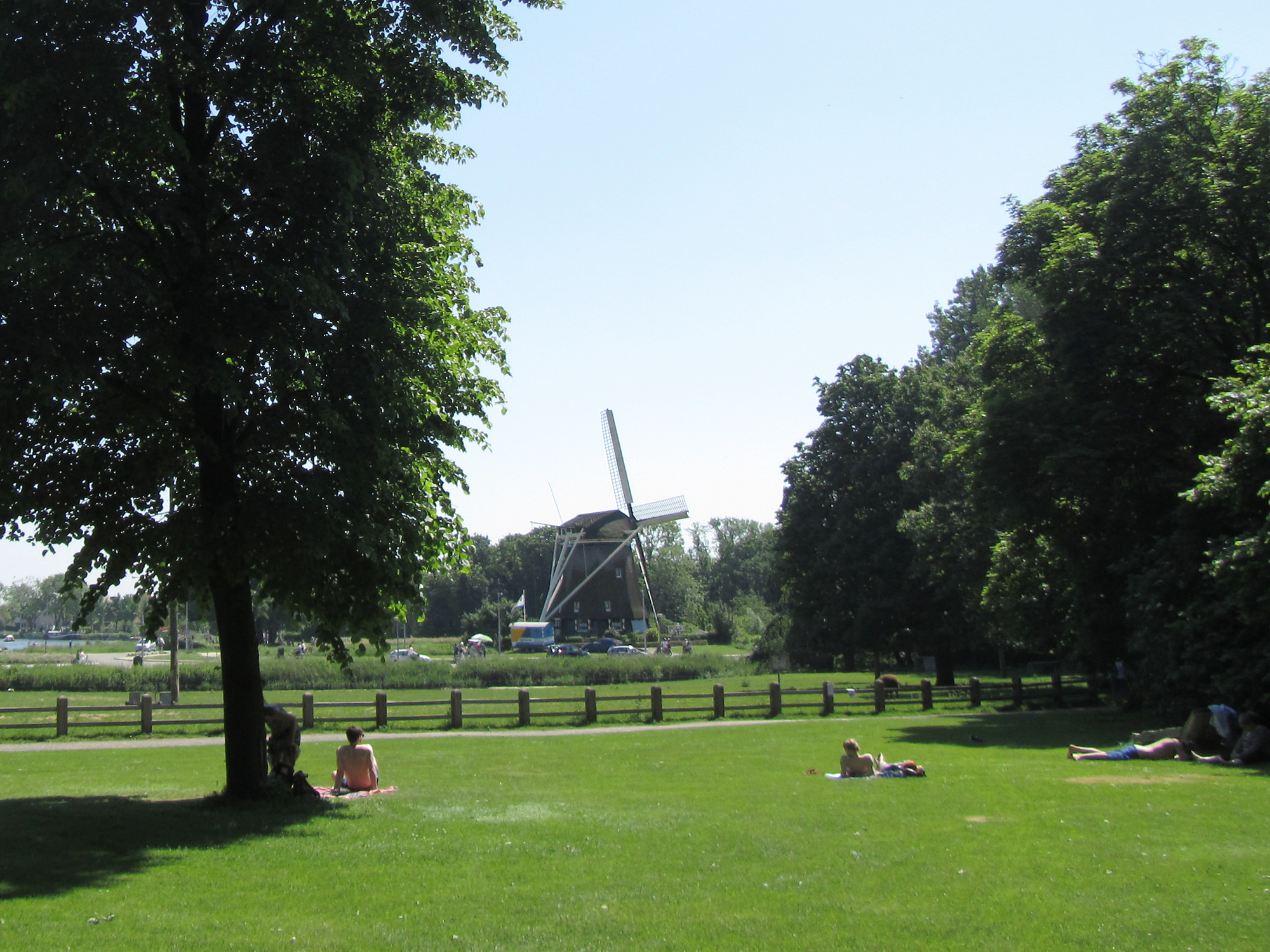
Il mulino Rieker
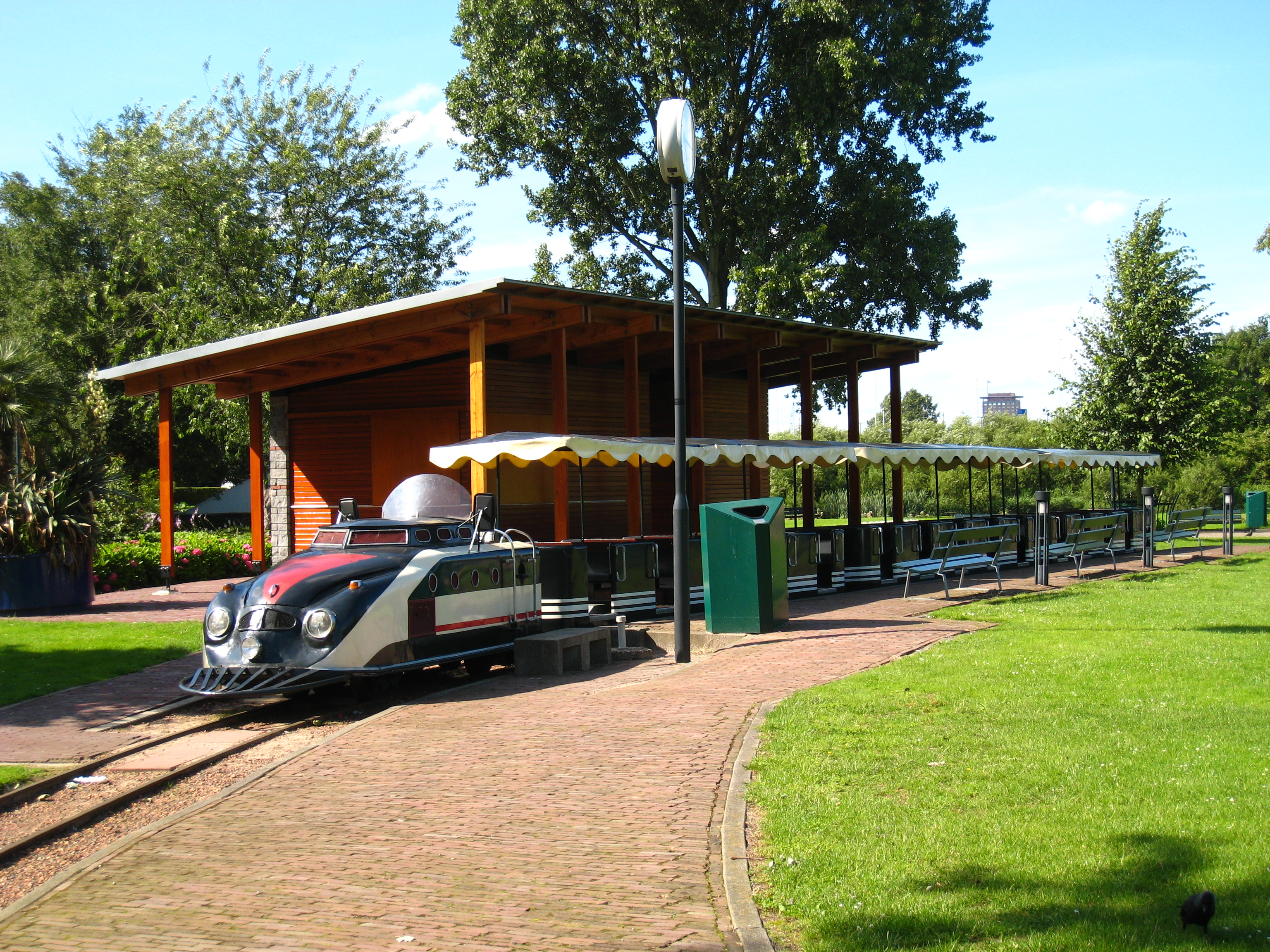
Il trenino dell'Amstelpark